# Wapen van Anna Paulowna (plaats)
Het wapen van Anna Paulowna is het wapen van de voormalige gemeente Anna Paulowna. Het toont een leeuw die met behulp van een lint een schild vasthoudt. Het wapen werd op 24 mei 1872 officieel toegekend aan de gemeente Anna Paulowna.

## Blazoenering
De beschrijving van het wapen van de gemeente Anna Paulowna luidt als volgt:
Een schild zamengesteld uit 3 fascen; de bovenste van lazuur met 3 zespuntige sterren van goud; de middelste van sinopel; de onderste van zilver met 3 golvende fascen van lazuur; in den bovenregterhoek van het schild een vrijkwartier van zilver, bevattende den gekroonden Russischen adelaar, hebbende op de borst de gouden letters AP; tot schildhouder ter linkerzijde een leeuw van natuurlijke kleur.
Dit betekent dat het schild is samengesteld uit drie delen. Het bovenste deel is blauw van kleur met drie zespuntige sterren van goud; het middelste deel is groen; het onderste deel is van zilver met drie blauwe golvende dwarsbalken. In de heraldisch rechterbovenhoek van het schild is een vrijkwartier van zilver met daarin een gekroonde Russische adelaar met op de borst de letters AP in goud. De schildhouder is een leeuw van natuurlijke kleur en deze is naar het schild gedraaid, maar kijkt naar de toeschouwer. Dat de leeuw toeziend is, is niet vermeld in de blazoenering. Op de tekening bij de Hoge Raad van Adel is het wel te zien.
Groen staat in dit wapen voor het nieuwe land, land dat op het water veroverd is. De sterren staan voor de sterrenhemel. En het Russische wapen staat voor koningin Anna Paulowna, de gemalin van Willem II, naar wie de polder en het dorp vernoemd zijn.
Abbekerk
· Akersloot
· Andijk
· Ankeveen
· Anna Paulowna
· Assendelft
· Avenhorn
· Barsingerhorn
· Beemster
· Beets
· Bennebroek
· Berkenrode
· Berkhout
· Bijlmermeer
· Blokker
· Bovenkarspel
· Broek in Waterland
· Broek op Langedijk
· Buiksloot
· Bussum
· Callantsoog
· De Rijp
· Egmond
· Egmond aan Zee
· Egmond-Binnen
· Graft
·  Graft-De Rijp
· 's-Graveland
· Groet
· Grootebroek
· Grosthuizen
· Haarlemmerliede
· Haarlemmerliede en Spaarnwoude
· Harenkarspel
· Heerhugowaard
· Hensbroek
· Hoogkarspel
· Hoogwoud
· Ilpendam
· Jisp
· Kalslagen
· Katwoude
· Koedijk
· Koog aan de Zaan
· Kortenhoef
· Krommenie
· Kwadijk
· Langedijk
· Leimuiden
· Limmen
· Marken
· Middelie
· Midwoud
· Monnickendam
· Muiden
· Naarden
· Nederhorst den Berg
· Nibbixwoud
· Niedorp
· Nieuwe Niedorp
· Nieuwendam
· Nieuwer-Amstel
· Noord-Scharwoude
· Noorder-Koggenland
· Obdam
· Oosthuizen
· Opperdoes
· Oterleek
· Oude Niedorp
· Oudendijk
· Oudkarspel
· Oudorp
· Petten
· Ransdorp
· Schardam
· Scharwoude
· Schellingwoude
· Schellinkhout
· Schermer
· Schermerhorn
· Schoorl
· Schoten
· Sijbekarspel
· Sint Maarten
· Sint Pancras
· Sloten
· Spaarndam
· Spaarnwoude
· Spanbroek
· Twisk
· Urk
· Ursem
· Veenhuizen
· Venhuizen
· Warder
· Warmenhuizen
· Waverveen
· Weesp
· Weesperkarspel
· Wervershoof
· Wester-Koggenland
· Westwoud
· Westzaan
· Wieringen
· Wieringermeer
· Wieringerwaard
· Wijdenes
. Wijdewormer
. Wijk aan Zee en Duin
· Wimmenum
· Winkel
· Wognum
· Wormer
· Wormerveer
· Zaandam
· Zaandijk
· Zeevang
· Zijpe
· Zuid-Scharwoude
· Zuid- en Noord-Schermer
· Zwaag

Dorpswapens:
Hauwert
· Volendam
· Zwaagdijk-West